# 2201 Oljato
2201 Oljato este un asteroid din grupul Apollo, descoperit pe 12 decembrie 1947 de Henry Giclas.